# Albert Rusnák (futbolista nacido en 1994)
Albert Rusnák (Vyškov, 7 de julio de 1994) es un futbolista checo, nacionalizado eslovaco, que juega en la demarcación de centrocampista para el Seattle Sounders F. C. de la MLS.

## Trayectoria
Llegó a las categorías inferiores del Manchester City F. C. tras varias temporadas jugando en las categorías inferiores es cedido el 30 de agosto de 2013 al Oldham Athletic A. F. C. donde solo estuvo un mes,en el mercado invernal volvió a salir cedido al Birmingham City F. C. donde estuvo hasta final de temporada. La temporada siguiente se fue cedido al Cambuur Leeuwarden donde jugó 19 partidos. La temporada siguiente se hace oficial su marcha definitiva al F. C. Groningen. El 6 de julio de 2017 se hizo oficial su fichaje por el Real Salt Lake. En este equipo estuvo cuatro años y medio, siguiendo en enero de 2022 su carrera en el Seattle Sounders F. C.

## Selección nacional
Tras jugar con la selección sub-18 de Eslovaquia, con la sub-19 y con la sub-21, finalmente hizo su debut con la selección absoluta el 15 de noviembre de 2016 en un encuentro amistoso contra Austria que finalizó con un resultado de empate a cero.

### Goles internacionales
| # | Fecha                   | Estadio                                          | Oponente               | Gol | Resultado | Competición                            |
| - | ----------------------- | ------------------------------------------------ | ---------------------- | --- | --------- | -------------------------------------- |
| 1 | 22 de marzo de 2018     | Rajamangala National Stadium, Bangkok, Tailandia | Emiratos Árabes Unidos | 0-1 | 1-2       | King's Cup 2018                        |
| 2 | 5 de septiembre de 2018 | Štadión Antona Malatinského, Trnava, Eslovaquia  | Dinamarca              | 2-0 | 3–0       | Amistoso                               |
| 3 | 16 de octubre de 2018   | Friends Arena, Solna, Suecia                     | Suecia                 | 1-1 | 1–1       | Amistoso                               |
| 4 | 16 de noviembre de 2018 | Štadión Antona Malatinského, Trnava, Eslovaquia  | Ucrania                | 1-0 | 4–1       | Liga de Naciones de la UEFA 2018-19    |
| 5 | 21 de marzo de 2019     | Štadión Antona Malatinského, Trnava, Eslovaquia  | Hungría                | 2-0 | 2–0       | Clasificación para la Eurocopa de 2020 |
| 6 | 14 de noviembre de 2021 | Estadio Nacional Ta' Qali, Ta' Qali, Malta       | Malta                  | 0-1 | 0–6       | Clasificación para el Mundial 2022     |
| 7 | 14 de noviembre de 2021 | Estadio Nacional Ta' Qali, Ta' Qali, Malta       | Malta                  | 0-3 | 0–6       | Clasificación para el Mundial 2022     |

## Clubes
| Club                     | País           | Año       | Partidos | Goles |
| ------------------------ | -------------- | --------- | -------- | ----- |
| Oldham Athletic A. F. C. | Inglaterra     | 2013      | 3        | 0     |
| Birmingham City F. C.    | Inglaterra     | 2014      | 4        | 0     |
| S. C. Cambuur            | Países Bajos   | 2014      | 19       | 4     |
| F. C. Groningen          | Países Bajos   | 2015-2017 | 75       | 12    |
| Real Salt Lake           | Estados Unidos | 2017-2021 | 146      | 42    |
| Seattle Sounders F. C.   | Estados Unidos | 2022-     | 144      | 31    |

## Palmarés

### Títulos nacionales
| Título                   | Club            | País         | Año  |
| ------------------------ | --------------- | ------------ | ---- |
| Copa de los Países Bajos | F. C. Groningen | Países Bajos | 2015 |

### Títulos internacionales
| Título                           | Club                   | Sede    | Año  |
| -------------------------------- | ---------------------- | ------- | ---- |
| Liga de Campeones de la Concacaf | Seattle Sounders F. C. | Seattle | 2022 |